# Сёстры (телесериал)
«Сёстры» (англ. Sisters) — американский телесериал выходивший на NBC в течение шести сезонов, с 1991 по 1996 год. В общей сложности сериал был номинирован на восемь премий «Эмми», выиграв одну, дважды на «Золотой глобус» и «Премию Гильдии киноактёров США».

## Сюжет
Сериал рассказывает о четырёх сёстрах, живущих в Уиннетке, штат Иллинойс. После многих лет порознь их вновь вместе свела смерть отца и алкоголизм матери. Большинство эпизодов сериала показывало воспоминания каждой из сестёр, что выделяло шоу из массы других подобных драм тех лет.

## В ролях
- Свуси Кёрц — Александра «Алекс» Рид Хэлси Баркер
- Сила Уорд — Теодора «Тедди» Рид
- Патриция Кэлембер — Джорджиана «Джорджи» Рид Уитинг
- Джулианна Филлипс — Франческа «Фрэнки» Рид Марголис